# Fabio Celoni
Fabio Celoni (Sesto San Giovanni, 23 settembre 1971) è un fumettista italiano.

## Carriera

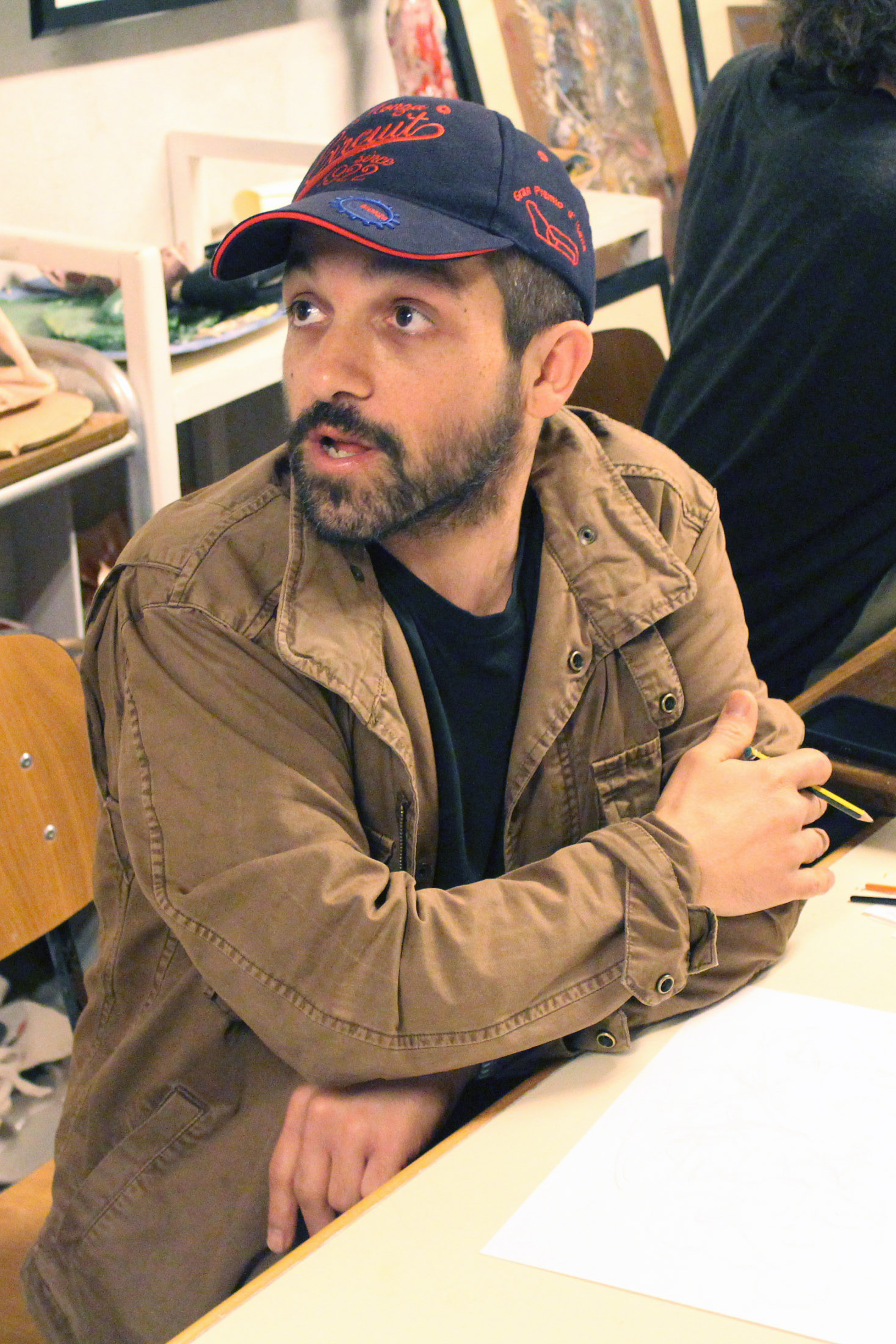
Celoni nel maggio 2013.

Si diploma nel 1989 alla Scuola del Fumetto e dell'Illustrazione di Milano come disegnatore di fumetti, attività che incomincia a svolgere professionalmente dallo stesso anno esordendo sulla serie I fantastici 3 Supermen. Nel 1990 inizia a collaborare per la rivista horror Mostri, pubblicata da Edizioni Acme; lo stesso anno inizia a collaborare con Walt Disney Italia come disegnatore per la testata Topolino e la sua prima storia (I tre porcellini e la fata del bosco) viene pubblicata nel 1991, cosa che fa di lui, a soli 19 anni, il più giovane disegnatore italiano ad essere stato pubblicato sul settimanale; negli anni seguenti realizzerà molte storie per le testate PK, Paperino, Paperfantasy, Paperinik e altre pubblicazioni Disney. Nel 1996 diventa il copertinista ufficiale della testata Paperinik. Collabora poi con Mondadori, De Agostini e diverse altre case editrici italiane. Nello stesso anno si trasferisce per un periodo a Hong Kong per la realizzazione di una collezione di capi d'abbigliamento a tema Disney.
Nel 2000 inizia a collaborare con la Sergio Bonelli Editore dove realizza una prima storia per la serie horror Dylan Dog, (I quattro elementi, n. 197, gennaio 2003) e altre ne sguono fino a quando nel 2005 scrive anche la sua prima sceneggiatura per la stessa testata e che disegna lui stesso (Il vecchio che legge); la storia verrà pubblicata quattro anni dopo nell'albo gigante n. 18 (2009) e sarà vincitrice del premio "Galeone d'Oro" di Cravenroad7 come miglio soggetto per una storia di Dylan Dog dell'anno 2009. Nel 2005 realizza su sceneggiatura di Paola Barbato i disegni per l'albo di Dylan Dog n. 221 (Il tocco del diavolo).
Sempre nel 2005, nuovamente per Bonelli, crea graficamente il personaggio di Brad Barron su testi di Tito Faraci e realizza tutte le copertine della relativa miniserie oltre a un contributo a fumetti di 12 pagine nell'ultimo numero. Crea graficamente il personaggio di Mister Bo, su testi dello stesso Sergio Bonelli, e ne illustra le storie.
Nel 2006 scrive il saggio storico-esoterico Milano, esoterismo e mistero, per la casa editrice Editoriale Olimpia.
Nel 2007 insieme ad Andrea Aromatico lancia la miniserie a fumetti in 12 numeri Nemrod-i Cacciatori della Bestia 666 per la Star Comics, di cui è autore, disegnatore, sceneggiatore, supervisore e copertinista. La miniserie, grazie al successo ottenuto, avrà due seguiti: Nemrod-Armageddon (in 4 numeri) e Nemrod-La Grande Caccia (in 8), più uno Speciale.
Sempre nel 2007 realizza su sceneggiatura di Bruno Enna i disegni per l'albo di Dylan Dog n° 248 del mese di aprile, intitolato Anima d'acciaio.
Nel 2010 insieme ad Adriana Coppe crea una nuova miniserie a fumetti in 6 numeri pubblicata da Star Comics, intitolata San Michele - i Sigilli della Folgore: una serie giallo-mistery ambientata nei borghi dell'Italia centrale del 2101 e di cui è autore, sceneggiatore, supervisore e copertinista.
Realizza i disegni della graphic novel ispirata al romanzo di Khaled Hosseini Il cacciatore di aquiloni, per Piemme, per i testi di Tommaso Valsecchi e i colori di Mirka Andolfo, graphic novel poi pubblicata in diversi paesi del mondo.
Realizza i disegni della graphic novel tratta dal videogame Epic Mickey, insieme a Paolo Mottura, su testi di Peter David e pubblicata da Walt Disney Company, anch'essa pubblicata in numerosi paesi del mondo.
Sempre nel 2010 realizza su sceneggiatura di Giovanni Di Gregorio i disegni per l'albo di Dylan Dog n° 291 del mese di novembre, intitolato Senza trucco né inganno e disegna una storia per il numero 4 della collana "Dylan Dog Color Fest - Humor", una storia particolare in quanto nella stessa avventura il disegnatore utilizza due differenti stili di disegno - umoristico e realistico.
Nel 2011 disegna una storia per la testata Dampyr, nuovamente per la Sergio Bonelli Editore, su testi di Mauro Boselli.
Nel 2012 è pubblicata su Topolino (n°2945 e 2946) una sua pluripremiata storia scritta da Bruno Enna, parodia disneyana del Dracula di Bram Stoker: Dracula di Bram Topker, di cui cura i disegni e parte della colorazione questa ultima affidata nuovamente anche alle mani di Mirka Andolfo.
Nel 2014 realizza l'albo di Dylan Dog n° 333 del mese di maggio, intitolato I raminghi dell'autunno di cui cura sia la sceneggiatura che i disegni, definita da molti come una delle migliori storie del personaggio degli ultimi anni e che vince il triplo premio "Galeone d'Oro" di Cravenroad7 come miglior soggetto, migliori disegni e miglior pubblicazione di Dylan Dog dell'anno 2014.
Nello stesso anno esce anche il suo primo romanzo Gli Abitanti dell'Ombra Effimera, uscito per Ponchiroli Editori.
Viene pubblicata su Topolino (n° 3070-3071) la storia doppia "Lo strano caso del dottor Ratkyll e di mister Hyde", sempre su testi di Bruno Enna, poi ripubblicata nel prestigioso formato cartonato "De Luxe Edition" di Panini Comics, che inaugura la serie proprio con questa storia, ripubblicata per l'occasione in bianco e nero con l'aggiunta di retini digitali realizzati dallo stesso Celoni. Per questa storia Celoni ottiene il Premio Papersera 2015 come miglior disegnatore Disney dell'anno.
Nel 2015 conclude una partnership con la casa editrice Shockdom per la pubblicazione degli albi SmartComiX, da lui ideati due anni prima: si tratta di un rivoluzionario modo di fruire il fumetto, con tavole a vignetta singola presentate in formato nativo 16:9, senza limiti di tema e stile, in distribuzione cartacea (con albi di formato 13x8 cm) e digitale per smartphone e tablet da apposita app. Al progetto partecipa uno straordinario gruppo di importantissimi autori di fumetti italiani, in continua crescita.
Nel 2021, insieme al colorista Luca Merli, si occupa della ricolorazione delle tavole della storia L'Inferno di Topolino che viene pubblicata in due edizioni Regular Edition e Deluxe Edition, e di quest'ultima cura anche la copertina inedita e la litografia allegata.
Nel 2022 Panini Comics pubblica la sua graphic novel Totò, l'erede di Don Chisciotte, ispirata a un film di Totò mai realizzato.
Celoni è vincitore di numerosi riconoscimenti e ha all'attivo più di 30 mostre, tra personali e collettive, in Italia e in Europa.
Appassionato viaggiatore, attualmente vive a Praga.